# Општина Витомирешти (Олт)
Витомирешти (рум. Vitomireşti) општина је у Румунији у округу Олт.
Oпштина се налази на надморској висини од 386 m.